# Pterolichus obtusus
Pterolichus obtusus är en spindeldjursart som beskrevs av Mégnin in Robin och Mégnin 1877. Pterolichus obtusus ingår i släktet Pterolichus, och familjen Pterolichidae. Arten är reproducerande i Sverige.